# タガミホマレ
タガミホマレとは日本のアングロアラブ競走馬、種牡馬。

## 競走馬時代
150万円で馬主である田上将行に購買され、3歳となった1964年、当初はキイカチドキという馬名で園田競馬場でデビューした。2戦目から当初管理していた福地達晃厩舎から藤原幸蔵厩舎に移籍し、4戦目からタガミホマレに改名して出走した。緒戦は5着だったが移籍した2戦目からは7連勝を記録するなど3歳時は12戦9勝の成績を残した。
4歳時は20戦13勝で、当時の兵庫二大競走であった春の銀賞では2着馬マツサカに3馬身差で勝ち、秋の銀賞もサンタクロに6馬身差で勝利したが、秋の白鷺賞（2着）では早くも65kgを背負うなど、以後は自身の負担重量との戦いに明け暮れることになる。春木競馬場での大阪府都市競馬組合管理者賞ではダート2000mで2分12秒2というコースレコードタイムを残している。
5歳時は新春賞を67kgで優勝、5歳以上特別では71kgで優勝したが、兵庫大賞典では56kgながら3着に敗れ、4月には大井競馬場に移籍した。大井では7月7日にダート2000mで行われたワード賞で2分06秒6のレコードタイムで優勝するなど12戦5勝を挙げた。同年にはふたたび兵庫の藤原厩舎に戻ったが、アラブ大賞典を4着と敗れたこともあり、引退して種牡馬にするため中村畜産に売却されたが、体調が上向いたこともあり中村畜産の所有で翌年も現役を続行した。同年の兵庫所属時の成績は7戦4勝。
6歳時は18戦10勝。兵庫大賞典、園田金盃を優勝し、サマーハンデーでは日本における重賞の最高負担重量勝利となる71kgで勝利を収めている。同年はトレード金額の2倍にあたる約1200万円を獲得した。
7歳時は4戦0勝。2月の兵庫大賞典2着を最後に引退した。通算成績は73戦41勝、2着19回・3着5回・4着3回・5着4回で着外(6着以下)は1回のみという安定した成績を残した。
園田競馬場で長く実況アナウンサーを務めた吉田勝彦は、「私の実況人生の中で、最も忘れがたい馬」に挙げている。

## 引退後
北海道三石郡三石町の中村畜産で種牡馬となり、種牡馬入り当時の日本の馬産地では年間の種付け頭数が40頭から50頭ぐらいが平均だった時代に、多頭数の種付けを行った。初年度から147頭に種付けし、1972年には年間270頭という、1966年にセイユウが記録した238頭を更新した。種付け頭数200頭越えは1973年に231頭、1974年に237頭、1979年にも207頭を記録。「性雄」と呼ばれたセイユウの生涯種付け記録2599頭も更新し2909頭をマークした。産駒も活躍し、1976年から1982年まで7年連続してアングロアラブの日本リーディングサイアーに輝いている。全日本アラブ大賞典はタイムライン、ミスダイリン、エビタカラの3頭で3勝し、そのほかにもシナノリンボーなど多くの馬が繁殖においても活躍した。1994年3月18日に老衰で死亡。
アングロアラブ単独での競走が地方競馬からも消滅した2009年度のNARグランプリでは、「すべてのアラブ系競走馬への感謝」の意味合いを込めて、特別表彰馬に選出された（アジュディミツオーと同時選出）。

## 血統表
| タガミホマレの血統アラブ血量32.66% | タガミホマレの血統アラブ血量32.66% | タガミホマレの血統アラブ血量32.66% | （血統表の出典）    | （血統表の出典）    |
| 父 アア ミネフジ 1947 黒鹿毛       | 父の父アア *バラツケー 1927 黒鹿毛 | サラ Comtat                        | サラ Vinicus        | サラ Vinicus        |
| 父 アア ミネフジ 1947 黒鹿毛       | 父の父アア *バラツケー 1927 黒鹿毛 | サラ Comtat                        | サラ Contree        |                     |
| 父 アア ミネフジ 1947 黒鹿毛       | 父の父アア *バラツケー 1927 黒鹿毛 | アア Titine                        | アラ Kerro          | アラ Kerro          |
| 父 アア ミネフジ 1947 黒鹿毛       | 父の父アア *バラツケー 1927 黒鹿毛 | アア Titine                        | アア Bougiere       |                     |
| 父 アア ミネフジ 1947 黒鹿毛       | 父の母アア 梅橋 1937 栗毛          | サラ *ウツリーブリツヂ             | サラ Bridge of Earn | サラ Bridge of Earn |
| 父 アア ミネフジ 1947 黒鹿毛       | 父の母アア 梅橋 1937 栗毛          | サラ *ウツリーブリツヂ             | サラ Ashboro        |                     |
| 父 アア ミネフジ 1947 黒鹿毛       | 父の母アア 梅橋 1937 栗毛          | アア 梅和                          |                     |                     |
| 父 アア ミネフジ 1947 黒鹿毛       | 父の母アア 梅橋 1937 栗毛          |                                    |                     |                     |
| 母 アア バイオレツト 1953 鹿毛     | 母の父サラ ミネオカ 1942 青毛      | サラ *ダイオライト                 | サラ Diophon        | サラ Diophon        |
| 母 アア バイオレツト 1953 鹿毛     | 母の父サラ ミネオカ 1942 青毛      | サラ *ダイオライト                 | サラ Needle Rock    |                     |
| 母 アア バイオレツト 1953 鹿毛     | 母の父サラ ミネオカ 1942 青毛      | サラ 月丘                          | サラ Sir Gallahad   | サラ Sir Gallahad   |
| 母 アア バイオレツト 1953 鹿毛     | 母の父サラ ミネオカ 1942 青毛      | サラ 月丘                          | サラ *星若          |                     |
| 母 アア バイオレツト 1953 鹿毛     | 母の母アア 第三谷川 1942 栗毛      |                                    |                     |                     |
| 母 アア バイオレツト 1953 鹿毛     |                                    |                                    |                     |                     |
| 母 アア バイオレツト 1953 鹿毛     |                                    |                                    |                     |                     |
| 母 アア バイオレツト 1953 鹿毛     |                                    |                                    |                     |                     |
| 5代内の近親交配                    | アウトブリード                     | アウトブリード                     | アウトブリード      | [ § 2 ]             |
| 出典                               | 1. 2.                              | 1. 2.                              | 1. 2.               | 1. 2.               |